# Vongozero – Flucht zum See
Vongozero – Flucht zum See (russischer Originaltitel Эпидемия für Epidemie; internationaler Titel To the Lake, englisch für Zum See) ist eine russische Thriller-Fernsehserie von Pawel Wiktorowitsch Kostomarow, die auf dem Debütroman Wongosero der russischen Autorin Jana Wagner von 2011 basiert. Außerdem existiert eine Filmfassung. In Russland erschien die Serie vom 14. November 2019 bis zum 3. Januar 2020 beim Streaminganbieter Premier, wobei es durch die zwischenzeitliche Entfernung einer Episode zu einer Kontroverse kam. International erschien sie am 7. Oktober 2020 bei Netflix. Die Serie wurde bei den russischen APKiT Awards 2020 mehrfach nominiert und ausgezeichnet.

## Handlung
Die russische Hauptstadt Moskau wird von einer Seuche eines tödlichen Virus ergriffen, der als Symptome das Aushusten von Blut und Weißfärbung der Augen mit sich bringt. Zunächst versuchen Regierung und Medien den Ernst der Lage herunterzuspielen, doch schnell wird die Stadt mithilfe des Militärs unter Quarantäne abgesperrt. Unter der Bevölkerung kommt es zu Panik, Plünderungen und Kämpfe um Geld, Essen, Benzin. Sergei, der mit seiner neuen Partnerin Anja und ihrem Sohn Mischa außerhalb Moskaus lebt, wird von seinem Vater Boris aufgesucht, um sie weit entfernt außer Gefahr zu bringen, und holt seine Ex-Frau Ira mit ihrem gemeinsamen Sohn Anton aus der Stadt zu sich. Sergeis Nachbar Leonid mit seiner schwangeren Partnerin Marina und Tochter Polina schließt sich ihnen an sowie auf dem Weg der Arzt Pawel. Das Ziel der Autokolonne durch das verschneite und eisige Russland ist der titelgebende See Wongosero (Wong-See) in der Republik Karelien im Norden. Dort befindet sich auf einer Insel ein zum Bewohnen ausgestattetes Schiffswrack, auf dem sie die Zeit der Epidemie ausharren wollen. Im Laufe der ersten Staffel erreicht die Gruppe tatsächlich ihr Ziel.

## Besetzung und Synchronisation
Die deutschsprachige Synchronisation entstand nach den Dialogbüchern von Nina Kind sowie unter der Dialogregie von Anja Topf durch die Synchronfirma CSC-Studio in Hamburg.

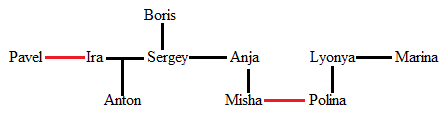
Figurenkonstellation

| Rolle                    | Beschreibung                | Schauspieler                     | Synchronsprecher      |
| ------------------------ | --------------------------- | -------------------------------- | --------------------- |
| Sergei                   | Protagonist                 | Kirill Walerjewitsch Käro        | Roman Rossa           |
| Anna „Anja“              | Neue Frau von Sergei        | Wiktorija Jewgenjewna Issakowa   | Katharina von Keller  |
| Irina „Ira“              | Ex-Frau von Sergei          | Marjana Timofejewna Spiwak       | Runa Pernoda Schaefer |
| Leonid „Ljonja“ Kubassow | Nachbar von Sergei          | Alexander Remowitsch Robak       | Konstantin Graudus    |
| Marina Kubasowa          | Partnerin von Ljonja        | Natalja Sergejewna Semzowa       | Nadine Schreier       |
| Polina Kubasowa          | Tochter von Ljonja          | Wiktorija Andrejewna Agalakowa   | Emily Seubert         |
| Boris                    | Vater von Sergei            | Juri Alexandrowitsch Kusnezow    | Holger Mahlich        |
| Mischa                   | Sohn von Anja, hat Asperger | Eldar Rinatowitsch Kalimulin     | Flemming Stein        |
| Anton                    | Sohn von Sergei und Irina   | Saweli Andrejewitsch Kudrjaschow | Gianluca Calafato     |
| Pawel                    | Arzt                        | Alexander Wiktorowitsch Jazenko  | Nils Rieke            |
| Olga Semjonowa           |                             | Anna Nikititschna Michalkowa     | Kristina von Weltzien |
| Nina                     | Mutter von Irina            | Alja Fjodorowna Nikulina         | Katja Brügger         |

## Episodenliste

### Staffel 1
| Nr. (ges.) | Nr. (St.) | Deutscher Titel | Originaltitel | Erstveröffentlichung (Russland) | Deutschsprachige Erstveröffentlichung (D/A/CH) | Regie                          | Drehbuch                       |
| --- | --------- | --------------- | ------------- | ------------------------------- | ---------------------------------------------- | ------------------------------ | ------------------------------ |
| 1 | 1         | Folge 1         | Серия 1       | 14. Nov. 2019                   | 7. Okt. 2020                                   | Pawel Wiktorowitsch Kostomarow | Roman Kantor                   |
| In Moskau bricht eine Epidemie aus. Sergei und Anja bekommen überraschend Besuch von Sergeis Vater Boris, der sie wegbringen will. Vorher holt Sergei seine Ex-Frau Ira und den gemeinsamen Sohn Anton dazu. Gemeinsam mit seinen Nachbarn brechen sie in drei Autos auf. |           |                 |               |                                 |                                                |                                |                                |
| 2 | 2         | Folge 2         | Серия 2       | 21. Nov. 2019                   | 7. Okt. 2020                                   | Pawel Wiktorowitsch Kostomarow | Roman Kantor                   |
| Als ein Auto stehenbleibt, verlässt Nachbar Leonid mit seiner Familie die Kolonne, aber sie müssen sich vor bewaffneten Männern verstecken. Wiedervereint quetscht die Gruppe sich in ein Auto, bis sie an eine Tankstelle kommen, an der jemand zusammenbricht. |           |                 |               |                                 |                                                |                                |                                |
| 3 | 3         | Folge 3         | Серия 3       | 28. Nov. 2019                   | 7. Okt. 2020                                   | Pawel Wiktorowitsch Kostomarow | Roman Kantor & Alexei Karaulow |
| Nachdem Sergei verwundet worden ist, findet die Gruppe ein verlassenes Haus, in dem Ira seine Wunde vernäht. In Sorge um ihn betrinkt Boris sich, während Leonid eine Tierärztin zur Versorgung holt. Anja wird Zeugin, wie Leonid Infizierte erschießt. |           |                 |               |                                 |                                                |                                |                                |
| 4 | 4         | Folge 4         | Серия 4       | 5. Dez. 2019                    | 7. Okt. 2020                                   | Pawel Wiktorowitsch Kostomarow | Roman Kantor & Alexei Karaulow |
| Die Ärzte Pavel und Kolja treffen auf die Gruppe von Sergei, den Pavel versorgt, machen Halt in einer Karaokebar, mit deren Besitzerin Kolja sich vergnügt, und werden von einem Mob aufgehalten, der Kolja totschlägt. Ira vertreibt den Mob und die Gruppe fährt mit Pavel weiter.                                                                                                  |           |                 |               |                                 |                                                |                                |                                |
| 5 | 5         | Folge 5         | Серия 5       | 12. Dez. 2019                   | 7. Okt. 2020                                   | Pawel Wiktorowitsch Kostomarow | Roman Kantor & Alexei Karaulow |
| Nachdem sie Soldaten passiert haben, die Bürger evakuieren, bemerkt Boris, dass Anton verschwunden ist und die Gruppe kehrt um, ihn zu suchen. Er wurde von einer Untergrundgruppe aufgenommen, die dabei hilft, ihn mit seinen Eltern wiederzuvereinen und sie vor dem Militär zu schützen.                                                                                          |           |                 |               |                                 |                                                |                                |                                |
| 6 | 6         | Folge 6         | Серия 6       | 20. Dez. 2019                   | 7. Okt. 2020                                   | Pawel Wiktorowitsch Kostomarow | Roman Kantor & Alexei Karaulow |
| Anja ist infiziert und wird alleine in einem Auto isoliert. Als die Gruppe ein Haus findet, teilen sie es in zwei Hälften, um die möglicherweise Angesteckten zu separieren. Leonid beschließt, mit seiner Familie weiterzufahren, doch als bei Marina Blutungen einsetzen, verursacht er einen Autounfall.                                                                           |           |                 |               |                                 |                                                |                                |                                |
| 7 | 7         | Folge 7         | Серия 7       | 27. Dez. 2019                   | 7. Okt. 2020                                   | Pawel Wiktorowitsch Kostomarow | Roman Kantor & Alexei Karaulow |
| Während Anja genesen ist, stirbt Boris an einem Schwächeanfall. Die Gruppe findet das verlassene Auto Leonids, aber fährt weiter und erreicht den See Wongosero, wo sie sich auf einem Schiff einrichten. Leonid und seine Familie haben sich unterdessen durch den Wald in ein Haus gerettet, doch bald werden sie von der Besitzerin überwältigt und in den Keller gesperrt.        |           |                 |               |                                 |                                                |                                |                                |
| 8 | 8         | Folge 8         | Серия 8       | 3. Jan. 2020                    | 7. Okt. 2020                                   | Pawel Wiktorowitsch Kostomarow | Roman Kantor                   |
| Ein Auto ist verschwunden und Anjas Sohn Mischa scheint unterm Eis ertrunken. In Wahrheit hat er eine falsche Fährte gelegt und sich aufgemacht, die Vermissten zu suchen, während Leonid Marina und Polina rettet. Sie treffen einen Priester, der Leonid und Marina sowie Mischa und Polina vermählt. Als die vier Sergeis Gruppe erreichen, steht das Schiff plötzlich in Flammen. |           |                 |               |                                 |                                                |                                |                                |

### Staffel 2
| Nr. (ges.) | Nr. (St.) | Deutscher Titel | Originaltitel | Erstveröffentlichung (Russland) | Deutschsprachige Erstveröffentlichung (D/A/CH) | Regie                     | Drehbuch |
| ---------- | --------- | --------------- | ------------- | ------------------------------- | ---------------------------------------------- | ------------------------- | -------- |
| 9          | 1         | —               | Серия 1       | 21. Apr. 2022                   | —                                              | Dmitri Jurjewitsch Tjurin | —        |
| 10         | 2         | —               | Серия 2       | 21. Apr. 2022                   | —                                              | Dmitri Jurjewitsch Tjurin | —        |
| 11         | 3         | —               | Серия 3       | 28. Apr. 2022                   | —                                              | Dmitri Jurjewitsch Tjurin | —        |
| 12         | 4         | —               | Серия 4       | 5. Mai 2022                     | —                                              | Dmitri Jurjewitsch Tjurin | —        |
| 13         | 5         | —               | Серия 5       | 12. Mai 2022                    | —                                              | Dmitri Jurjewitsch Tjurin | —        |
| 14         | 6         | —               | Серия 6       | 19. Mai 2022                    | —                                              | Dmitri Jurjewitsch Tjurin | —        |
| 15         | 7         | —               | Серия 7       | 26. Mai 2022                    | —                                              | Dmitri Jurjewitsch Tjurin | —        |
| 16         | 8         | —               | Серия 8       | 2. Juni 2022                    | —                                              | Dmitri Jurjewitsch Tjurin | —        |

## Produktion
Die Serie mit dem russischen Titel Epidemiya basiert auf dem 2011 erschienenen Debütroman Vongozero der Autorin Jana Wagner, die in beratender Korrespondenz mit Regisseur, Drehbuchautor und Produzenten stand. Sie wurde von Alexei Karaulow und Roman Kantor geschrieben sowie von Pawel Wiktorowitsch Kostomarow inszeniert. Gedreht wurde in 66 Tagen unter den Bedingungen des russischen Winters, wodurch die Temperaturen bis zu −26° erreichten und die Technik ausfiel, in Moskau und der Oblast Archangelsk. Hauptdrehort war das Dorf Maloschma im Rajon Onega; die Insel, die das Ziel der Handlungsfiguren darstellt, Ki in der Onegabucht am Weißen Meer, während das Schiff in einem Steinbruch im Ljuberezki Rajon der Oblast Moskau aufgebaut wurde. Die Kosten für die Serie beliefen sich auf etwa 30 Millionen Rubel.
Neben der Serie entstand mit demselben Team ein Spielfilm Epidemiya. Vongozero, der die Handlung einiger Episoden strafft und ein neues Ende findet. Kostomarow sagt, die Handlung habe sich erheblich verändert und er unterscheide sich stark von der Serie.
Im Oktober 2020 wurde die Serie um eine zweite Staffel verlängert. Diese soll nicht mehr auf Wagners Roman basieren, sondern aufgrund der bisherigen Änderungen im Drehbuch der Serie eine originale Geschichte erzählen. Die zweite Staffel wurde unter dem neuen Regisseur Dmitri Jurjewitsch Tjurin ab dem 6. April 2021 gedreht. Die Dreharbeiten endeten im September 2021.

## Veröffentlichung
Die Serie hatte ihre Premiere am 9. April 2019 beim CANNESERIES-Festival, wo sie am Hauptwettbewerb teilnahm. Am 21. April wurde der Film im Hauptwettbewerb des Moskauer Internationalen Filmfestivals präsentiert.
Die Veröffentlichung der Serie in Russland begann auf der Online-Plattform Premier von Gazprom-Media am 14. November 2019, wo die Episoden zunächst wöchentlich erschienen. Die fünfte Episode erschien am 12. Dezember, aber wurde zwei Tage später wieder entfernt. Premier erklärte, die zweite Hälfte der Serie solle aufgrund des Erfolgs der neuen Staffel von Полицейский с Рублёвки (deutsch etwa: Polizist aus Rubljowka), die ebenfalls im Dezember erschien, für ein separates Zeitfenster bis zum Februar 2020 verschoben werden. Regisseur Kostomarow sagte, die Aussetzung der Serie sei ihm nicht erklärt worden. Am 20. Dezember wurde auf Wunsch der Zuschauer die fünfte Episode wieder veröffentlicht gemeinsam mit der sechsten. Auf Gerüchten von Zensur stellte Kostomarow klar, in der Zwischenzeit sei nichts an der Serie verändert worden. In der fünften Episode sind Erschießungen von Zivilisten durch scheinbare Sicherheitskräfte zu sehen, von denen zu Beginn der sechsten Episode ein Radioansager behauptet, es seien illegale Gruppen gewesen, die sich als Sicherheitskräfte ausgaben. Medienberichte, dass der Minister für Kultur Wladimir Rostislawowitsch Medinski durch Gespräche mit dem Leiter von Gazprom-Media Dmitri Nikolajewitsch Tschernyschenko, aus denen die Radioansage als Kompromiss resultierte, geholfen habe, die Serie zurückzubringen, bestritt Medinski öffentlich. Er sagte, die Verzögerung sei technischer Natur gewesen. Die Veröffentlichung der übrigen Episoden erfolgte wieder wöchentlich bis zum 3. Januar 2020. 
Im September 2020 erwarb Netflix die Serie für etwa 1,5 Millionen Dollar, der bisherigen Rekordsumme für russische Produktionen. Die internationale Veröffentlichung erfolgte am 7. Oktober 2020 mit dem Titel To the Lake in 12 Synchronisationen; in Deutschland erschien sie als Vongozero – Flucht zum See zunächst ohne deutsche Synchronisation mit Untertiteln, ist aber mittlerweile auch in deutscher Synchronisation verfügbar. Die Veröffentlichung der zweiten Staffel auf Premier begann am 21. April 2022.

## Auszeichnungen und Nominierungen
- Cannes International Series Festival 2019: Beste Serie – Nominierung
- Moskau International Film Festival 2019: Bester Film – Nominierung

APKiT Awards 2020
- Auszeichnungen
  - Beste Schauspielerin an Wiktorija Issakowa
  - Beste Nebendarstellerin an Marjana Spiwak
  - Bester Kameramann an Dawid Chaisnikow
  - Bestes Makeup an Elina Karachanowa, Aleksei Iwtschenko
  - Bester Schnitt an Stepan Gordeew, Aleksandra Korolewa, Ekaterina Piwnewa
- Nominierungen:
  - Bester Schauspieler an Kirill Käro
  - Bester Nebendarsteller an Alexander Robak
  - Beste Regie an Pawel Kostomarow
  - Beste Fernsehserie
  - Bestes Drehbuch an Roman Kantor, Alexei Karaulow
  - Bestes Casting
  - Beste Musik an Alexander Sokolow
  - Beste Visuelle Effekte
  - Bester Sound an Roman Platonow, Stanislaw Kretschkow